# Bürgermeisterei Ralingen
Die Bürgermeisterei Ralingen im Landkreis Trier im Regierungsbezirk Trier in der preußischen Rheinprovinz war eine Bürgermeisterei mit 6 Dörfern, welche 167 Feuerstellen (Fst.) und 1157 Einwohner (Einw.) (Stand 1828) hatten.
Darin die Dörfer:
- Ralingen an der Sauer mit 1 Kathol. Pfarrkirche, 51 Fst., 389 Einw.
- Wintersdorf an der Sauer mit 1 Kath. Pfarrkirche, 35 Fst., 196 Einw., beide mit Weinbau
- Edingen mit 1 Kath. Pfarrkirche, 16 Fst., 114 Einw.
- Godendorf mit 33 Fst., 219 Einw.
- Menningen mit 16 Fst., 110 Einw.
- Minden mit 16 Fst., 129 Einw.